# Pseudocleonus grammicus
Pseudocleónus grámmicus — вид жуків родини довгоносиків  (Curculionidae). Це комаха 8 — 13 мм завдовжки із досить локальним поширенням в Україні.

## Зовнішній вигляд
Основні ознаки.
- вусики прикріплюються в вершинній частині головотрубки, їх борозенки закінчуються попереду очей, другий членик джгутика вусиків коротший від першого;
- головотрубка з валіками вздовж боків і добре помітним гострим повздовжнім кілем посередині, обабіч якого широкі й глибокі борозенки;
- голова густо вкрита точками, зверху опукла, по боках розширена дозаду;
- довжина головотрубки не більш ніж у 2,2–2,5 рази більша, від її ширини;
- передньоспинка вкрита великими і маленькими крапочками, вона з тонким повздовжнім кілем посередині, добре помітний принаймні у її передній частині, а по боках — зі світлою бічною смугою, на якій у передній третині є невеличкий блискучий чорний бугорець;
- надкрила вкриті точковими борозенками, над точками є невеличкі бугорці;
- кігтики зрослися біля своєї основи, їх перший і другий членики не видовжені, другий не довший від третього або коротший від нього;

черевце знизу вкрите світлими волосками із завуальованими голими точками.
Зображення див. на UkrBIN — http://ukrbin.com/show_image.php?imageid=41704. 

## Географічне поширення
Вид поширений майже по всій Європі, а також знайдений у Марокко. В Україні реєструвався у лише у Гірському Криму.

## Спосіб життя
Вид є мешканцем, головним чином, гірських схилів та кам'янистих відшарувань. Імаго зимують у поверхневому шарі ґрунту або у підстилці. Активних жуків спостерігають з квітня до жовтні. Вид є олігофагом на волошках. Жуки харчуються стеблами цих рослин, яйця відкладають у нижню частину стебла або кореневу шийку. Личинка вигризає хід донизу і розвивається всередині тканин кореня, харчуючись ними. На корені внаслідок цього формується галл.

## Значення у природі та житті людини
Подібно до інших видів, Pseudocleonus grammicus є невід'ємною ланкою природних екосистем, споживаючи рослинні тканини і стаючи здобиччю тварин — хижаків та паразитів.